# سیجان (گالیکش)
سیجان، روستایی است از توابع شهرستان گالیکش در استان گلستان ایران روستای سیجان از جمله روستاهای توابع شهرستان گالیکش و دهستان فارسیان می باشد . فاصله سیجان از مرکز شهرستان حدودا 36 کیلومتر و از مرکز دهستان فارسیان حدودا 13 کیلومتر می باشد .
سیجان مردمانی بسیار مهربان و خون گرم دارد ، تعداد زیادی از اهالی آن بخاطر وجودمشکلات روستا از آن کوچ کرده و در گالیکش سکنی گزیده اند اما با این وجود برخی از آنها زمینهای کشاورزی خود را رها نکرده و در فصل کشاورزی به روستا برمی گردند .
در گذشته راه ارتباطی ماشین رو این روستا از سمت ایستگاه چوب لوه ( گول لوه ) بود اما در دهه 80 راهی از سمت فارسیان به این روستا کشیده شد که فاصله ی آن تا مرکز شهرستان را بسیار کوتاه نمود .

## جمعیت
این روستا در دهستان نیلکوه قرار داشته و بر اساس سرشماری سال ۱۳۸۵ جمعیت آن ۱۳۲ نفر (۲۸ خانوار)
بوده است.